# 松田伊三雄
松田 伊三雄（まつだ いさお、1896年3月10日 - 1972年6月23日）は、日本の実業家。元三越社長。 

## 来歴・人物
香川県三野郡詫間村（現 三豊市詫間町）出身。旧制香川県立三豊中学校、慶應義塾大学部理財科（現 慶應義塾大学経済学部）卒業。
両親と兄弟五人が早死にし、すぐ上の姉とその夫を後見人として、三豊中学、慶應義塾大学部で学ぶ。三豊中学在学中は、自宅から三里程の距離があったため、寄宿舎に入り通った。慶應義塾大学部では、マンドリンクラブに所属した。
1919年（大正8年）慶應義塾大学部卒業後、三越本店に入社。入社後の苦労は相当なものだった。和服に前掛け姿。初めは通信販売の仕事に携わったが、残業に次ぐ残業で連日帰宅は夜11時をまわっていた。「古い番頭からは、“学校出だ”としごかれ、慶大から入社した13人が、半年も経たぬ内に3人になってしまった」。そして1923年（大正12年）の関東大震災。この大惨事で、三越は日本橋本店などを焼失し機能が完全にまひした。「三越はもうダメだ」と、大阪の百貨店への就職を頼み込んだが、逆にたしなめられる。一念発起してがむしゃらに働き、1930年（昭和5年）5月、主任から京城支店次長へスピード出世する。そして足かけ9年間で、京城支店を売上高第2位の大阪支店に匹敵する優秀店に育て上げた。
そのキャリアが買われ、1938年（昭和13年）大阪支店次長に就任。同支店次長時に、部下が客を万引と思い違いをし店長名の謝罪文を要求された。客は理髪店主で、20日間1日も休まず理髪店に通い、その誠意に店主は心動かされ危機を見事に乗り切った。
1940年（昭和15年）仙台支店長に昇進。1942年（昭和17年）再び古巣の京城支店長として戻り、本店に次ぐ第2位の売上規模に育て上げた。しかし、1945年（昭和20年）8月15日の敗戦の報を聞いた後、支店閉鎖の準備を開始。店員とその家族三百数人の生命を預かり、体を張って全員を無事帰国させた逸話が残る。
1946年（昭和21年）4月、京城支店での業績や敗戦後の危機管理の見事さを買われ、取締役本店長に栄転。1949年（昭和24年）9月、常務に昇任。岩瀬英一郎社長の補佐役として戦後の三越再建に尽力した。また、酒を飲まなかった岩瀬に替わって連日のように宴席を受け持った。
1963年（昭和38年）社長就任後は、増改築・多店化推進などとともに、伝統を鼻にかけた社風を一掃して大衆化へのイメージチェンジに成功し、三越近代化の功労者といわれる。1968年（昭和43年）銀座店新築開店、1971年（昭和46年）初めて小売業で売上高が1,000億円を突破する。
1972年（昭和47年）、社長の座を岡田茂に譲り、会長に退いた。また、慶應連合三田会2代、4代会長を務めた。

## 名言
のれんは磨いて初めて値打ちが出る。
先人たちは、過去を踏まえながらも、絶えず時代を先取りする先見の明を持っていた。

## 栄典
- 1964年 - 藍綬褒章
- 1967年 - 勲三等瑞宝章
- レジョン・ド・ヌール勲章シュヴァリエ（フランス）